# أندريا بيريرا
أندريا بيريرا (بالإسبانية: Andrea Pereira) (19 سبتمبر 1993 ببرشلونة في إسبانيا - ) هي لاعبة كرة قدم إسبانية في مركز قلب الدفاع. شاركت مع منتخب إسبانيا تحت 19 سنة لكرة القدم للسيدات ومنتخب إسبانيا لكرة القدم للسيدات ومنتخب كتالونيا لكرة القدم للسيدات. أما مع النوادي، فقد لعبت مع أتلتيكو مدريد للسيدات ونادي برشلونة لكرة القدم للسيدات وRCD Espanyol (women) ‏.

## وصلات خارجية
- أندريا بيريرا على موقع الاتحاد الدولي (مؤرشف)  (الإنجليزية)
- أندريا بيريرا على موقع الاتحاد الأوربي (الإنجليزية)
- أندريا بيريرا على موقع بطولة كرة القدم المكسيكية للسيدات (الإسبانية)
- أندريا بيريرا على موقع إي إس بي إن إف سي (الإنجليزية)
- أندريا بيريرا على موقع قاعدة بيانات كرة القدم.إي يو (الإنجليزية)
- أندريا بيريرا على موقع Soccerway.com (الإنجليزية)
- أندريا بيريرا على موقع عالم كرة القدم.نت (الإنجليزية)